# Helenelund
Helenelund est une communauté urbaine de la ville de Stockholm située dans le comté de Västmanland.